# 클레이 수학연구소
클레이 수학연구소(영어: Clay Mathematics Institute, CMI)는 미국 매사추세츠주 케임브리지 지방에 있는 사설 비영리 재단이며, 수학을 널리 알리고 발전시키는 활동을 하고 있다. 여러 상을 제정해서 유망한 수학자들에게 수여하고 있다. 이 연구소는 1998년 제정 지원을 맡은 사업가 랜던 클레이(Landon T. Clay)와 하버드 대학교의 아서 재피에 의해서 설립되었다.

## 밀레니엄 문제
이 연구소는 2000년 5월 24일에 밀레니엄 문제에 상금을 내걸은 것으로 잘 알려져 있다. CMI가 채택한 7개의 문제들은 "오랫동안 풀리지 않은 중요한 기본 문제들"로 여겨지고 있다. 이 연구소는 각 문제를 처음으로 해결하는 사람에게는 100만 달러씩을 수여한다고 하였다. 따라서 모든 문제를 한 사람이 해결하는 극단적인 경우에는 700만 달러를 받을 수도 있었으나 최근 러시아의 수학자 그리고리 페렐만이 푸앵카레의 추측을 해결함에 따라 현재는 6개의 문제만이 남게 되었다. 이 연구소는 밀레니엄 문제가 1900년에 독일의 저명한 수학자인 다비트 힐베르트가 제시해서 20세기 수학 발전에 지대한 영향을 주었던 힐베르트의 문제들과 같은 역할을 하기를 기대하고 있다.
7개의 밀레니엄 문제는 다음과 같다:
- P-NP 문제
- 호지 추측
- 푸앵카레 추측-증명됨(그리고리 페렐만.2003년 증명)
- 리만 가설
- 양-밀스 질량 간극 가설
- 나비에-스토크스 방정식
- 버치-스위너턴다이어 추측

## 다른 활동
밀레니엄 문제 이외에도, 클레이 수학연구소는 연구원들에게 상을 수여하는 방법(2년에서 5년 사이로 젊은 수학자들을 추천한다)으로 수학에 지원을 하고 있고, 단기 연구자들을 위한 강좌, 독립적인 연구, 책 서술 등의 지원을 한다. 또한 클레이 연구상을 통해서 매년 수학 분야에서 획기적인 연구를 한 사람들에게 수상을 한다.
또한, 연구소에서는 많은 여름 학교, 회의, 연수회, 강좌 등의 활동을 통해서 수학자들 양성에 도움을 주고 있다.

## 같이 보기
- 밀레니엄 문제